# Maya Harrisson
Maya Harrisson (* 3. März 1992 in Nova Friburgo) ist eine ehemalige brasilianische Skirennläuferin.

## Karriere
Harrisson wurde in Nova Friburgo im Bundesstaat Rio de Janeiro geboren und im Alter von einem Jahr von einem Schweizer Ehepaar adoptiert.
Harrisson gab ihr internationales Renndebüt am 29. August 2007 bei einer Abfahrt im Rahmen des South American Cups in La Parva. Ihr erstes internationales Großereignis bestritt sie anderthalb Jahre später bei den Weltmeisterschaften in Val-d’Isère. Dort belegte sie im Riesenslalom Platz 44, im Slalom schied sie aus.
Im darauffolgenden Jahr startete sie erstmals bei Olympischen Winterspielen. In Vancouver belegte sie als bestes Ergebnis Rang 48 im Slalom.
In den darauffolgenden Jahren startete Harrisson hauptsächlich bei FIS-Rennen und Citizen-Rennen in Europa.
Bei ihren zweiten Olympischen Spielen in Sotschi erreichte sie mit Platz 39 nicht nur ihr persönlich bestes Ergebnis bei einem internationalen Großereignis, sondern auch das beste Ergebnis einer brasilianischen Skirennläuferin bei Olympischen Winterspielen überhaupt. Sie überbot das bisher beste Ergebnis von Evelyn Schuler um einen Platz.
Ihren letzten internationalen Auftritt als Skirennläuferin hatte Harrisson 2015 bei den Weltmeisterschaften in Vail bzw. Beaver Creek. Dort schied sie jedoch sowohl im Riesenslalom als auch im Slalom aus. Danach ist sie als Rennläuferin nicht mehr in Erscheinung getreten.

## Erfolge

### Olympische Winterspiele
- Vancouver 2010: 48. Slalom, DNF Riesenslalom
- Sotschi 2014: 39. Slalom, 54. Riesenslalom

### Weltmeisterschaften
- Val-d'Isère 2009: 44. Riesenslalom, DNF Slalom
- Garmisch-Partenkirchen 2011: DNF Riesenslalom
- Vail/Beaver Creek 2015: DNF Riesenslalom, DNF Slalom

### Juniorenweltmeisterschaften
- Haute-Savoie 2010: 50. Abfahrt, 76. Riesenslalom, DNF Super-G, DNF Slalom
- Crans-Montana 2011: DNF Riesenslalom, DNF Slalom

### South American Cup
- Eine Platzierung unter den besten 10

### Weitere Erfolge
- Eine Platzierung unter den besten 10 bei einem FIS-Rennen